# Clave de sol (telenovela)
Clave de sol es una serie juvenil argentina que se emitió por Canal 13 desde el año 1987 al año 1991.
La serie fue escrita por la dupla compuesta por Jorge Maestro y Sergio Vainman, responsables también de tiras como La banda del Golden Rocket y Montaña rusa, entre otras.
De esta serie surgieron los actores más reconocidos de su época.

## Trama
La serie contaba las historias de un grupo de adolescentes con las vivencias de su edad, contadas en forma de comedia a veces bastante naif. Sin embargo Clave de Sol fue todo un éxito a lo largo de los años que se mantuvo al aire. La historia se desarrollaba en La Lucila, donde vivían los chicos. También compartían el colegio, amores, desamores, enemistades, problemas con los padres, entre otras cuestiones.
El elenco de la serie iba rotando a medida que los actores se iban hacia otros proyectos o simplemente salían y volvían a la serie. Una de las pocas actrices que se mantuvo del elenco original fue Claudia de la Calle. Hacia la última temporada el elenco era casi en su totalidad nuevo, lo cual no funcionó y el ciclo fue levantado.

## Elenco
| - Pablo Rago (Lucho) - Leonardo Sbaraglia (Diego) - Cecilia Dopazo (Julieta) - Viviana Saccone (Verónica) - Claudia de la Calle (Gaby) - Emiliano Kaczka (Rolo) - María Pía Galiano (Karina) - Guido Kaczka (Quique) - Gloria Fichera (Giselle) - Natalia Di Francesco (Vicky) - Natalia Di Salvo (Silvia) - Gustavo López (Fabián) - Gabriela Allegue (Lali) - Paula D’Amico (Paula) - Claudia Flores (Juana) - Solange Mathou - Darian Leik (Guille) - Vanesa Wilberger (Lilí/Lola) - Jorge Pollini (Fito) - Julián Weich (Beto) - Ricardo Puente (Martín) - Florencia Peña - Nancy Anka - Damián Canavezzio (Alejandro) - Martín Gianola - Carolina Fal (Soledad) - Noelia Noto (Lucy) - Alejandra Majluf (Elsa) - Federico D'Elía (Gustavo) - Ariel Masquef (Juancito) - Karina Buzeki (Any) - Guadalupe Martínez Uría (María Laura) - Victoria Onetto (María) - Millie Stegman (Carolina) - Marcelo Cosentino - Silvana Sosto (Dora) - Patricia Rozas (Yeli) - Jorge Schubert - Gaston Pozzo (Marcos) - Manuela González Bird (Andrea) | - Silvia Merlino (Clara) - Rubén Green (Ernesto) - Horacio Dener (Pedro) - Elda Dessel (Ana) - Claudia Lapacó (Claudia) - Ana María Casó (Teresa) - Sonia Grimberg (Liliana) - Héctor Pellegrini (Alberto) - Esteban Mellino (Antonio) - Marzenka Novak (Beatriz) - Antonio Nápoli - Luis Aranda - Carlos Garric (Marcelo) - Josefina Ríos - Marcos Zucker (Gastón) - Horacio Teicher (Preceptor) - Maurice Jouvet - Regina Lamm - Julieta Celi (Marita) - Sebastián Miranda - Edward Nutkiewicz - Ariel Keller (Ricardo) - Guillermo Zapata (Nico) - Vicky Olivares (Elizabeth) - Carolina Vespa - Lilian Rinar (Sonia) - Daniel Ceriotti (Guillermo) - Gabriela Di Salvo (Pamela) - Ariel Rodríguez (Lucas) - Ariana Glait (Fernanda) - Alfredo Lépore (Juan Carlos) - Laura Tuny - Walter Quiroz - Viviana Puerta María - Facundo Espinosa - Adrián Ferrario - Paola Cocciaglia (Sandra) - Liber De León - Ivana Morandi (Ivana) - Pablo Di Felice (Pablo) |

### Ficha técnica
- Autores: María Teresa Forero / Alma Bressan / Jorge Maestro / Sergio Vainman / Víctor Proncet
- Asesora de vestuario: Marta Trobbiani
- Sonido: Juan Pelac / Roberto Cerrutti / Luciano Tortorici
- Musicalización: Luis Ferrari
- Maquillaje: Nelide Bidera / María C. Luca
- Escenografía: Marina
- Iluminación: Miguel Rocino / Jorge Aguiló
- Producción general: Jorge PalazX
- Producción: Mactilde García Lange / Guillermo Gius
- Asistente de producción: Fernando Espinosa / Fabián Muñoz / Juan Carlos Cabral
- asistente de dirección: Daniel Barreiro / José Giedris / Juan Finollo
- Dirección: Jorge Palaz / Alfredo Caliñanes / Eugenio O'Higgins / Carlos Escalada
- Apuntador: Eduardo Albarracín
- Dirección de exteriores: Horacio Biscayart
- Asistente de dirección en exteriores: Juan Finollo / Galo Fronti / José Giedris
- Iluminación de exteriores: Jorge Bonanno / Miguel Rocino